# Mudanças climáticas e biodiversidade
A Terra sempre passou por ciclos naturais de aquecimento e resfriamento, da mesma forma que períodos de intensa atividade geológica lançaram à superfície gases criando um efeito estufa natural. Em 1750 com a Revolução Industrial, a concentração atmosférica de carbono aumentou em 31%. Segundo o Painel Intergovernamental de Mudanças Climáticas (International Panel on ClimateChange - IPCC), no século XX, houve um aumento de 0,65 ºC na média da temperatura global e até o final do século XXI é previsto um aumento entre 1,4ºC e 5,8ºC (IPCC, 2004). As causas dessas variações podem ser de ordem natural ou antropogênica, ou uma soma das duas (IPCC, 2004).
As mudanças climáticas tem impactos ambientais intensos (como secas, enchentes, ondas de calor e de frio, furações e tempestades, derretimento das geleiras e calotas polares), assim como em processos biológicos (como os períodos de floração), afetando diferentes partes do planeta.
A grande velocidade com que tais mudanças estão ocorrendo introduz sérias ameaças à mega-diversidade de espécies da flora e da fauna dos ecossistemas com o empobrecimento biológico (Nobre et al., 2005).

## Causas antrópicas
As mudanças climáticas relacionadas às atividades humanas estão associadas ao aumento da emissão de gases de efeito estufa por queima de combustíveis fósseis, desmatamento, decomposição de lixo, formação de ilhas urbanas de calor entre outras causas. A cada hora, 9 mil pessoas somam-se à população mundial, 4 milhões de toneladas de CO2 são emitidas, 3 espécies são extintas (1.000 vezes mais rápido do que os processos naturais), atividades humanas adicionam ao ambiente 1,7 milhões de quilos de nitrogênio reativo e 1.200 hectares de florestas são derrubados.

## Algumas consequências
Segundo o relatório de Stern divulgado em outubro de 2006, a elevação de 1ºC a 4ºC na temperatura global acarreta no encolhimento das geleiras, morte de 80% dos recifes de coral, em especial a Grande Barreira de Corais; entre 15% a 40% das espécies de seres vivos vem a ser ameaçadas de extinção; grande risco de extinção das espécies presentes no Ártico, em especial dos ursos polares; desaparecimento de cerca de metade da vegetação de tundra no Ártico (Stern, 2006).
Outro relatório publicado pelo Departamento do Meio Ambiente, Alimentos e Assuntos Rurais (DEFRA) verificaram que as mudanças climáticas podem afetar o comportamento de espécies migratórias, como as aves que sobrevoam regiões entre a África e o norte da Europa, que necessitarão ir cada vez mais longe em busca de alimento e condições climáticas favoráveis, podendo aumentar em até 400 km suas rotas migratórias.
Behrenfeld et al. (2006) publicaram um estudo sobre os oceanos e sugerem que o fitoplâncton - o primeiro elo na cadeia alimentar marítima - será fortemente afetado pelo aquecimento climático. Por servir de alimento para grande variedade de peixes, a perda destes micro-organismos pode afetar gravemente a pesca nos trópicos e nas médias latitudes como resultados de águas mais quentes.

## No Brasil
No contexto brasileiro, os biomas terrestres diferem dos diversos parâmetros relevantes, como temperatura, umidade e precipitação (http://www.inpe.br). As projeções atuais apontam para aumento das temperaturas médias da Terra, com a previsão de mudanças na configuração dos biomas que incluem possíveis aumentos nas áreas de savanas, diminuição das áreas de floresta e uma tendência de aumento de biomas secos em detrimento de biomas com maior umidade (Giorgi e Mearns, 1991; Walther, Post e col., 2002; Franks, Hooper e col., 2005). Além disso também um aumento de frequência de eventos climáticos extremos bem como o aumento da intensidade dos mesmos (Jones, New e col., 1999; Buckeridge, 2008). Estudos sobre a relação entre a biodiversidade e as mudanças climáticas são extremamente relevantes para se entender as consequências dessas mudanças entre os diferentes biomas brasileiros.

### Floresta Amazônica
A Floresta Amazônica situa-se na região norte da América do Sul, estando a maior parte da floresta representada no território brasileiro (estados do Amazonas, Amapa, Rondônia, Acre, Pará e Roraima) e sendo caracterizada por uma grande biodiversidade. Essa floresta é sensível as mudanças climáticas, que além ameaçar a biodiversidade e seus serviços prestados influencia diretamente os indivíduos que necessitam dela para sobreviver.
Mudanças climáticas decorrentes de causas naturais como o aumento da temperatura provocado pelo El Niño no Oceano Pacífico, causa diminuição da precipitação e aumento da temperatura , como consequência temos nos anos 1982-1983 e de 1997-1998 ,  a incidência, em grande escala, de incêndios na floresta amazônica. Sua vegetação não é adaptadas a incêndios, por ter a casca das árvores finas torna-se mais suscetível à mortalidade. Estudos demonstraram que mudanças na cobertura superficial podem ter um impacto significativo no clima regional e global (Nobre et al., 1991; Betts et al., 1997, 2000; Chase et al., 2000; Zhao et al., 2001).
Beto Marubo indica que, as lideranças indígenas têm percebido o aumento da temperatura no interior da Floresta Amazônica; o que dificulta a caça: o terreno fica ressacado e muitas folhas caem das árvores, o que produz barulho aos passos dos indígenas, sendo ouvido pela caça que foge antes de estar ao alcance dos caçadores. Além disso, algumas espécies de árvores vitais para alguns animais já produzem menor quantidade de frutas. A seca é um período normal dos rios, mas de forma mais amena do que tem sido visto nos últimos anos. Essa seca grave dos rios leav à morte de grande quantidade de peixes, levando à escassez de alimento para aquela região.

### Caatinga
A Caatinga possui clima semiárido, com temperaturas médias entre 27ºC e 29ºC , com vegetação típica xerófita.  A Caatinga é considerada um bioma diverso e pouco estudado, está incluso entre os mais vulneráveis num cenário de aumento das temperaturas globais. Segundo Santos (2006) as mudanças climáticas mais drásticas se dão através da soma da produção de gases de efeito estufa e o desmatamento, sendo esses alguns dos fatores que alteram o clima regional em áreas de ecossistemas frágeis e vulneráveis, como o semiárido brasileiro.  O principal fator de degradação da Caatinga é o desmatamento, seguido pelo uso indiscriminado de fogo em práticas agropecuárias, a introdução de frutas exóticas à região e as criações extensivas de caprinos, ovinos e bovinos (Santos, 2006). Na Caatinga, naturalmente, as chuvas são escassas e o solo é compacto e duro diminuindo sua permeabilidade. Quando a água evapora, ocorre a salinização do solo, o que compromete a vegetação e a agricultura. Com a soma das influências antrópicas e as rígidas condições climáticas, implica diretamente na biodiversidade desse bioma.